# Regiunile Italiei

Regiunile Italiei

Regiunile Italiei au un grad de autonomie regională conform constituției din 1948. Totuși, cinci (din cele 20) regiuni, și anume: Friuli-Venezia Giulia, Sardinia, Sicilia, Trentino-Tirolul de Sud și Valle d'Aosta, au statut special care le conferă o autonomie politică și posibilități culturale mai mari. O regiune se subdivizează în provincii iar provinciile la rândul lor în comune. Centrele comunale fiind de regulă localitățile cu același nume (numele comunei respective).
Fiecare regiune are un consiliu ales și o Giunta Regionale (comitet executiv) condus de un președinte. Giunta este responsabilă în fața consiliului și îi este cerut să conducă regiunea în cazul în care nu reușește să păstreze încrederea consiliului. Forma de guvernământ este de aceea analoagă structurii guvernării naționale. Scopul principal al regiunilor este de a descentraliza instituțiile statului, iar în urma unei reforme din 2001 competențele regiunilor au fost lărgite.
Guvernele provinciale și comunale urmează aceleași principii - consilii și giunta conduse de președinți (sau de primari, în cazul comunelor).
În ultimii ani autonomia regională a fost o problemă a politicii italiene, indusă de manifestările unor partide ca Lega Nord.
| Idx | Regiune                 | Capitală   | Harta |
| --- | ----------------------- | ---------- | ----- |
| 1   | Abruzzo                 | L'Aquila   |       |
| 2   | Valle d'Aosta           | Aosta      |       |
| 3   | Puglia                  | Bari       |       |
| 4   | Basilicata              | Potenza    |       |
| 5   | Calabria                | Catanzaro  |       |
| 6   | Campania                | Napoli     |       |
| 7   | Emilia-Romagna          | Bologna    |       |
| 8   | Friuli-Venezia Giulia   | Trieste    |       |
| 9   | Lazio                   | Roma       |       |
| 10  | Liguria                 | Genova     |       |
| 11  | Lombardia               | Milano     |       |
| 12  | Marche                  | Ancona     |       |
| 13  | Molise                  | Campobasso |       |
| 14  | Piemont                 | Torino     |       |
| 15  | Sardinia                | Cagliari   |       |
| 16  | Sicilia                 | Palermo    |       |
| 17  | Trentino-Tirolul de Sud | Trento     |       |
| 18  | Toscana                 | Florența   |       |
| 19  | Umbria                  | Perugia    |       |
| 20  | Veneto                  | Veneția    |       |